# Federico Ambrosio
Federico Gabriel Ambrosio (Mendoza, 29 settembre 1989) è un hockeista su pista argentino naturalizzato italiano, attaccante del CGC Viareggio.
Campione d’Italia per tre volte (una col Lodi e due col Forte dei Marmi) oltre ad aver vinto la classifica capocannonieri del campionato Italiano tre volte, Federico Ambrosio è nel mondo dell’hockey su pista sin da giovanissimo e si è affermato negli anni come uno degli attaccanti più prolifici della storia dell’hockey su pista.

## Biografia
Trasferitosi in Italia nel 2009, si sposa nel 2017 con la attrice, presentatrice e modella Valentina di Paola, con la quale ha due bambine, la prima nel 2020 e la seconda nel 2022.
Nel 2024 assieme alla moglie fondano il brand di orologi di lusso For Te con sede a Forte dei Marmi.

## Caratteristiche tecniche
Attaccante col fiuto del goal, Ambrosio si distingue per le sue capacità nel dribbling e per la sua agilità.

## Carriera

### Giovanili e primi trionfi
Inizia all’età di 3 anni nelle file del Casa Italia, per poi trasferirsi a 6 anni al club San Martín, ove gioca (fra giovanili e prima squadra) per 13 anni, vincendo vari campionati argentini, prima di trasferirsi in Italia nel Hockey Estrelas Molfetta, che lo prese dopo che Ambrosio vinse per due anni consecutivi il premio di miglior giocatore argentino under-20.

### Il successo in Italia
Nel 2010 si trasferisce nell’Hockey Bassano, con il quale nel 2012 trionfa in Europa vincendo la Coppa CERS.
Dopo 4 anni di militanza nel Bassano si trasferisce al Pieve nella stagione 2014-15, per poi approdare l’anno successivo nell’Amatori Wasken Lodi, con il quale in due anni vince una Coppa Italia, una Supercoppa italiana e un Campionato Italiano, segnando ben 153 goal.
Dopo i successi al Lodi, si trasferisce per una stagione all’Hockey Breganze prima di approdare all’Hockey Club Forte dei Marmi, con il quale in tre stagioni vince un’altra Supercoppa e un altro campionato Italiano, oltre ad essere arrivato primo nella classifica capocannonieri per tre volte, anche se una non convalidata causa la pandemia COVID-19.
Dopo essersi trasferito al Bassano per un anno, Ambrosio ritorna nel club rossublù, con il quale vince ancora una volta una Coppa Italia, un Campionato Italiano e la classifica capocannonieri, il tutto nel corso della stagione 2023-2024.

### Nazionale
Naturalizzato Italiano dal 2012, Federico Ambrosio ha trascinato la nazionale in numerosi podi agli europei oltre che ad una vittoria nel 2014.

## Palmarès

### Club

#### Competizioni nazionali
- Coppa Italia: 2

Amatori Lodi: 2015-2016
Forte dei Marmi: 2023-2024
- Supercoppa italiana: 2

Amatori Lodi: 2016
Forte dei Marmi: 2019
- Campionato italiano: 3

Amatori Lodi: 2016-2017
Forte dei Marmi: 2018-2019, 2023-2024

#### Competizioni internazionali
- Coppa CERS/WSE: 1

Bassano: 2011-2012

### Nazionale
- Campionato europeo: 1

Alcobendas 2014

#### Individuale
- Capocannoniere della Serie A/A1 (Stecca d'oro): 3

Forte dei Marmi: 2018-2019 (40 gol), 2020-2021 (44 gol), 2023-2024 (47 gol)